# راهول شاه
راهول شاه (3 يناير 1997 - ) هو لاعب كريكت هندي.

## وصلات خارجية
- راهول شاه على موقع إي آس بي آن كريك إنفو (الإنجليزية)